# De gerechtigheid van keizer Otto III
De gerechtigheid van keizer Otto III is een geheel van twee schilderijen van Dirk Bouts geschilderd rond 1473-1475. Het gaat om twee olieverfschilderijen op houten paneel die oorspronkelijk hingen in het Leuvense stadhuis. Het eerste, De vuurproef, werd door Bouts zelf voltooid; het tweede, De marteldood van de onschuldige graaf, werd voltooid door zijn atelier na de dood van Bouts. Sinds 1861 maken de schilderijen deel uit van de collectie van het Koninklijke Musea voor Schone Kunsten van België. Ze worden tentoontgesteld in het Oldmasters Museum in Brussel.

## Herkomst
In 1468 bestelde de stad Leuven bij Bouts een reeks schilderijen om het bijna afgewerkte nieuwe stadhuis in te richten. De schepenen wilden origineel werk rond het thema van de gerechtigheid. In het stadhuis werd immers ook recht gesproken. Voor de thema's van de schilderijen werd het advies ingewonnen van theoloog Jan van Haeght. Er werd gekozen voor een drieluik met het Laatste Oordeel als thema, en een reeks van vier schilderijen met als thema De gerechtigheid van Otto III. Dit is een twaalfde-eeuws Latijns gedicht van Godfried van Viterbo (circa 1125-1200). Het was een prestigieuze opdracht waarvoor het Leuvense stadsbestuurder drie maal zoveel betaalde als het had gedaan voor Het Laatste Avondmaal.
Van de geplande vier taferelen werden er maar twee gemaakt. De vuurproef werd door Bouts afgeleverd. Bouts stierf voor het tweede paneel, De marteldood van de onschuldige graaf, klaar was. Dit paneel werd afgewerkt door zijn ateliermedewerkers.
De panelen bleven op hun oorspronkelijke plaats in het stadhuis tot 1826. Toen verkocht het stadsbestuur de twee panelen uit geldnood aan prins Willem van Oranje. Hij kocht ze als geschenk aan zijn vader, koning Willem I der Nederlanden. Zij hingen eerst in zijn residentie in Brussen en vanaf 1840 in het Paleis Kneuterdijk in Den Haag. Willem II had de schilderijen al enkele keren tevergeefs aangeboden op een veiling voor ze in 1840 werden verkocht. Ze werden in 1861 door de Brusselse kunsthandelaar John Nieuwenhuys verkocht aan de Belgische staat. Zo kwamen ze terecht in de collectie van de Koninklijke Musea voor Schone Kunsten van België.

## Voorstelling
De legende van keizer Otto III vertelt het verhaal van een gerechtelijke dwaling. De vrouw van de keizer, Maria, beschuldigde een Italiaanse graaf aan het hof onterecht van het formuleren van oneerbare voorstellen. Ze deed dit uit wraak omdat de graaf haar avances had afgewezen. Hij deed dit uit trouw aan zijn echtgenote en aan de keizer. De graaf werd op bevel van de keizer onthoofd. De weduwe van de graaf kon de keizer van zijn onschuld overtuigen door met succes de vuurproef te ondergaan. Als straf liet de keizer zijn trouweloze vrouw levend verbranden.

### De marteldood van de onschuldige graaf
De marteldood van de onschuldige graaf is een olieverfschilderij op een eikenhouten paneel en bevindt zich nog in zijn oorspronkelijke lijst. Het paneel is 323,5 cm hoog en 181,5 cm breed.
Linksboven begeleidt een monnik de graaf en zijn echtgenote naar de executieplaats. De graaf is gekleed in een lang wit gewaad. Centraal is het moment na de onthoofding afgebeeld. Het bloed spuit uit het liggende lichaam van de graaf. De beul overhandigd het afgehakte hoofd van de graaf aan zijn echtgenote. Zijn worden omringd door hoogwaardigheidsbekleders. Keizer Otto III en zijn echtgenote kijken naar de scène vanachter de muren van hun paleis.

### De vuurproef
De vuurproef is een olieverfschilderij op een eikenhouten paneel en bevindt zich nog in zijn oorspronkelijke lijst. Het paneel is 324,5 cm hoog en 182 cm breed.
De weduwe van de graaf ondergaat de vuurproef om te bekrachtigen dat haar echtgenoot onterecht werd onthoofd. Knielend zit ze voor de keizer. In haar ene hand houdt ze het afgehakte hoofd van de graaf, in de andere hand een gloeiende staaf. Zo overtuigt ze de keizer, die op zijn troon is gezeten omringd door hoogwaardigheidsbekleders. Door een opening in het paleis is op de achtergrond de brandstapel te zien waarop de keizerin levend wordt verbrand.

## Kopie in het stadhuis
In 1889-1890 schilderde Franz Meerts (1836-1896) een kopie van de twee panelen in opdracht van het Leuvense stadsbestuur. Dit kaderde in de restauratie van het stadhuis in neogotische stijl. Er werd een middenlijk toegevoegd met op een donkere achtergrond de tekst van een zestiende-eeuws Leuvens rederijkersgedicht over de legende van keizer Otto III. Het drieluik werd geschilderd met olieverf op houten paneel en is 350 cm hoog en 400 cm breed. Het hangt in de schepenzaal van het stadhuis.

## Afbeeldingen

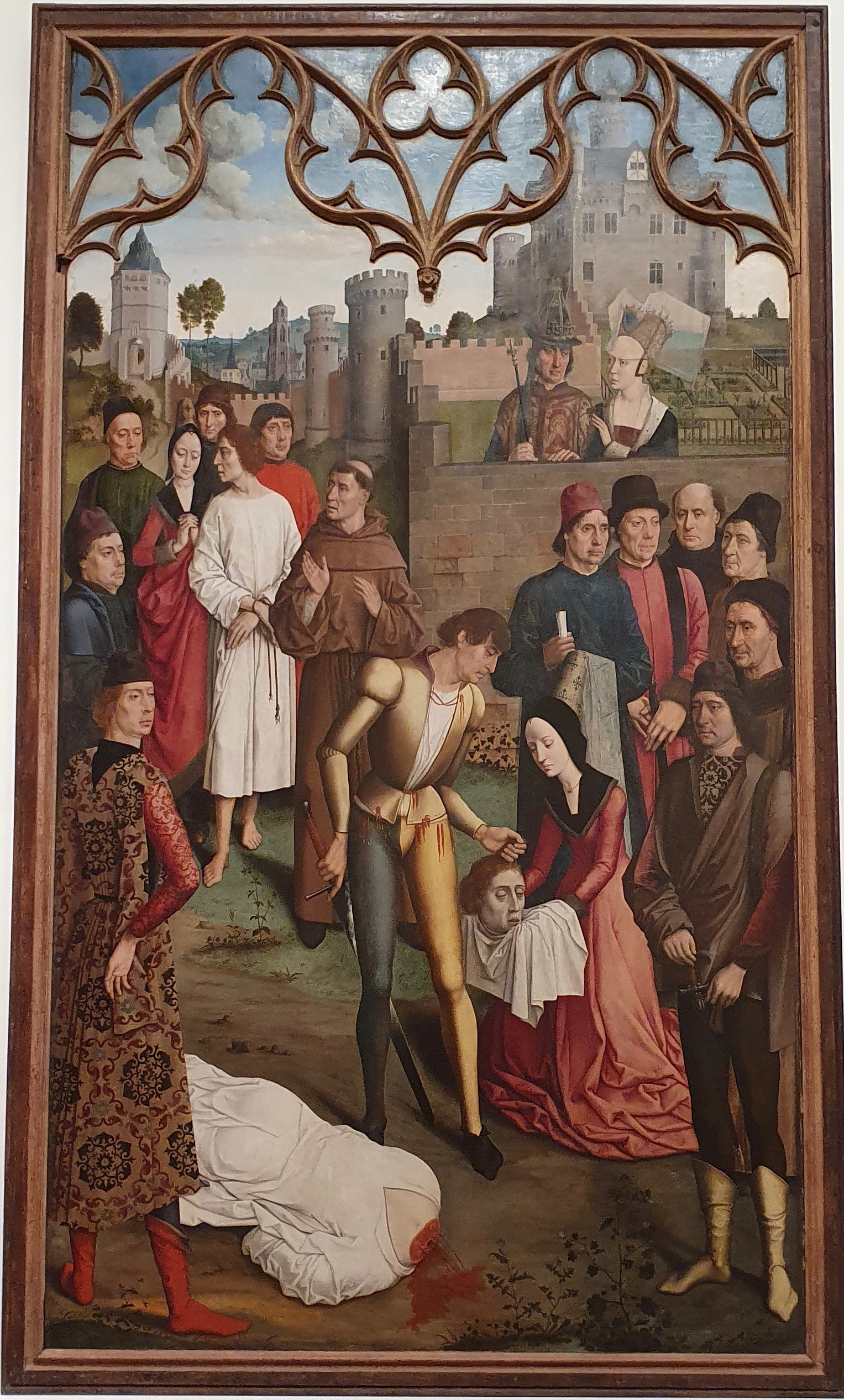
De marteldood van de onschuldige graaf
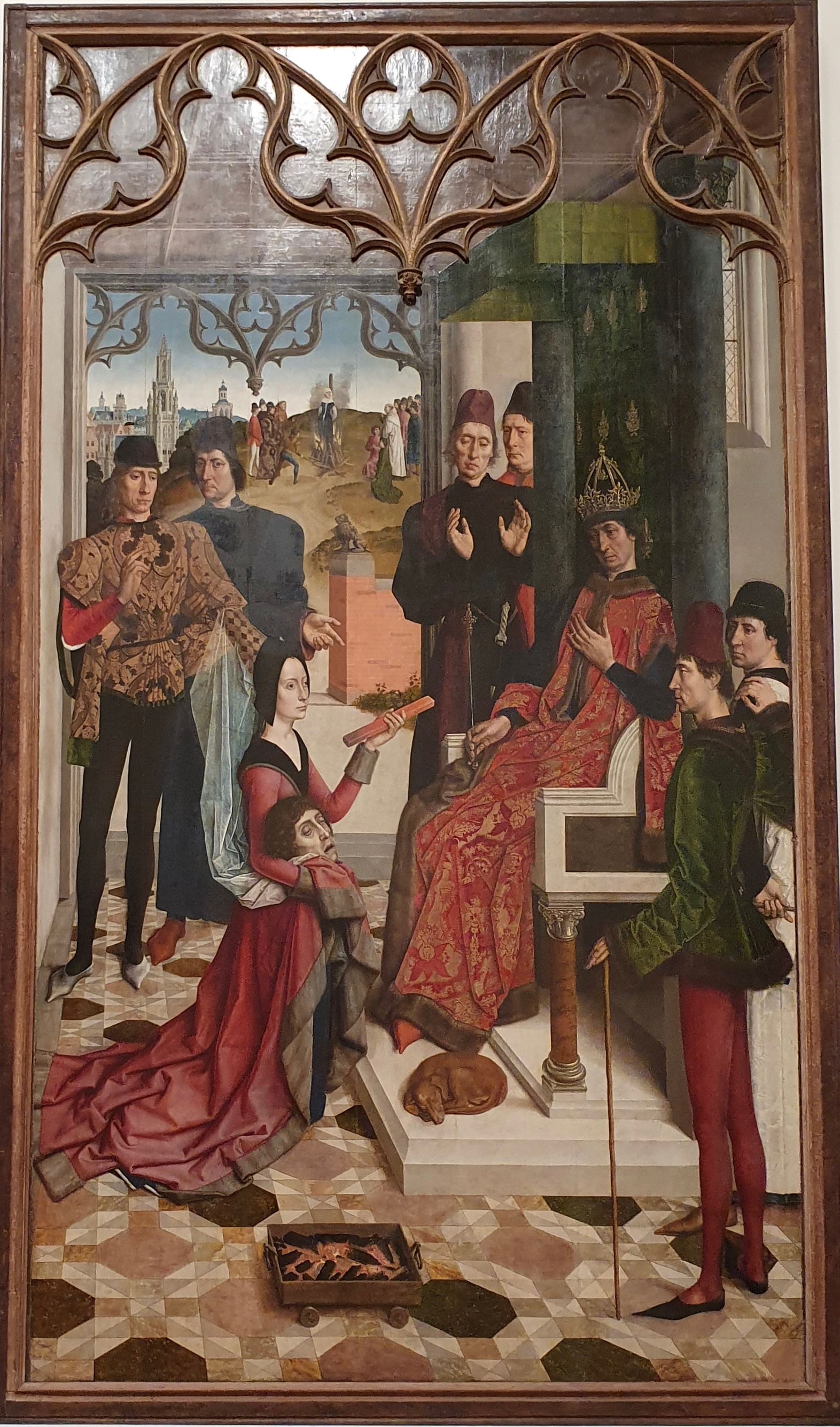
De vuurproef
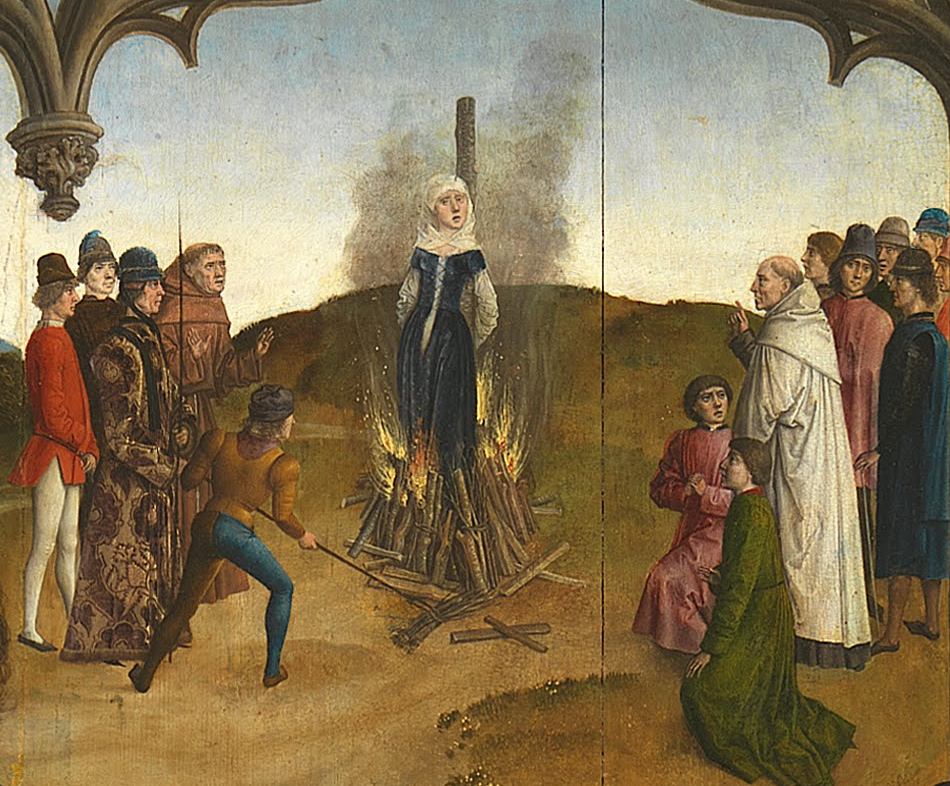
Fragment uit De vuurproef
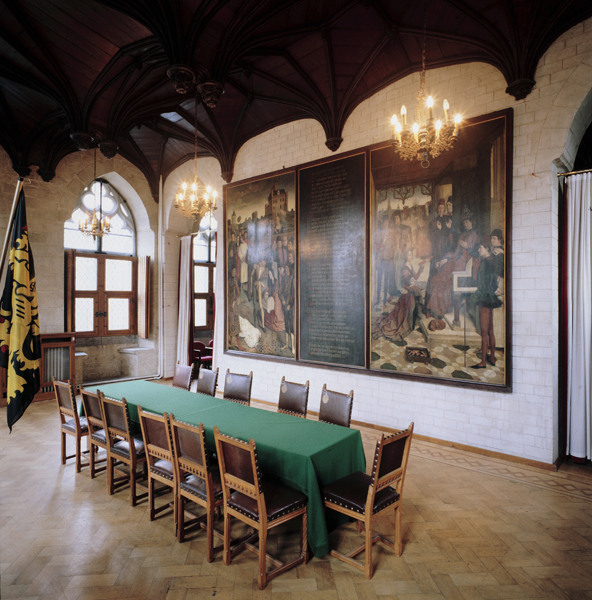
Kopie van de Franz Meerts in de schepenzaal van het stadhuis van Leuven